# P過程
p過程是發生在超新星的核心塌縮時進行的核合成（參見超新星核合成），對比鐵重且富含質子原子核的產生有不可忽視的貢獻。

## 歷史
當p過程在著名的B2FH理论在1957年被提出時，這個過程的物理性質還未被暸解。作者相信多數比鐵重的原子，一般都是由s過程和r過程創造的富含中子原子，這兩種機制都是經由中子捕獲創造富含中子原子的主要過程。然而，也觀察到一些不可能由s過程或r過程創造的富含質子的原子核，像是190Pt或168Yb。這種簡單的觀測暗示必定有一種創造出富含質子的重原子核的主要過程，因此單純的暗示這種過程為質子（Proton）過程或簡寫為p過程。有趣且值得注意的是，實際上這個過程被发现與其名稱所暗示的——質子捕獲——無關。因為命名原則在歷史上的錯誤指引，rp過程會被誤解為就是p過程。

## 核子物理
如果考慮一個穩定的原子核，有兩種方法可以增加質子對中子的比率—可以加入質子或是減少中子。rp過程是增加質子，p過程是經由光致蛻變的機制發生的，這時一個γ-射線或是精力充沛的光子會將粒子從原子核內敲出，這也是為何p過程有時會被稱為γ過程的原因。通過對核種圖的審查，可以看出從氫到鈣（1 < A < 40），穩定的原子核內質子和中子的數目大致是相等的。然而，更重的穩定原子核內，因為庫侖斥力的緣故，中子會比質子多一個或更多。對原子序超過100的原子核（A > 100），p過程在核合成的過程負責移除中子或等量的質子，使中子的數量增加以使產生的原子核能夠穩定。有兩個主要的核反應來完成這項工作，中子-光致蛻變和α粒子- 光致蛻變，分別書寫為（γ,n）和（γ,α）來表示。

## 天文物理和豐度
當核塌縮超新星爆炸時的溫度可以達到2×109至3×109 K，結果是由s過程和r過程創造的光子黑體輻射海洋導致種核的崩潰。在這樣的條件下，光致蛻變的反應相信對原子序超過100（A > 100）且富含質子的原子核產生有一定的貢獻。最近認為在中子星的合併（在雙星系統中的兩顆中子星碰撞）中也有相同的條件，因此p過程可能也扮演重要的角色（只有p過程參與原子核的創造，不要與P的同位素混淆），但尚未獲得觀測天文學的驗證。因為p過程與其他的過程相比較，只有很短的時間可以敲擊出原子核內的中子或α粒子，因此p過程產生的原子核與相鄰的同位素和同中子異核素比較，在豐度上是較低的。p過程也像s過程、r過程、或rp過程對原子核的創造有所貢獻，但相較之下其貢獻是很小的。